# 시모누마역

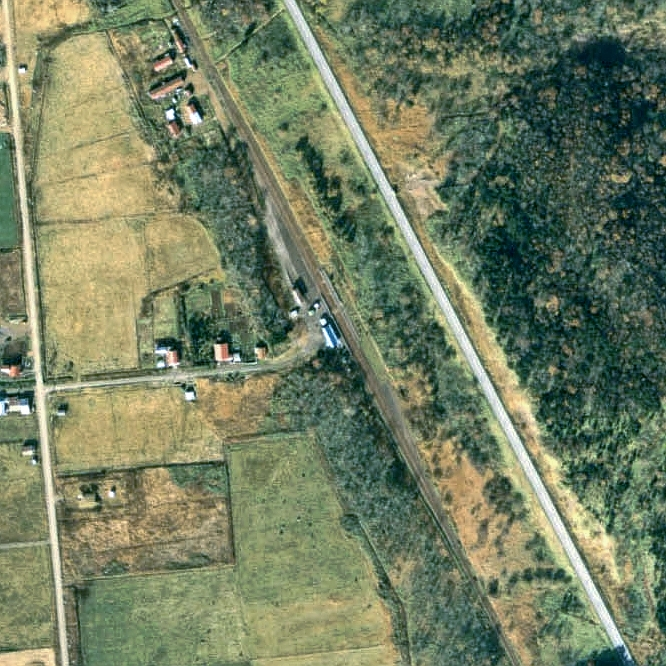
1977년의 시모누마 역 주변(위쪽이 북쪽)

시모누마역(일본어: 下沼駅)은 일본 홋카이도 데시오 군 호로노베정에 위치한 홋카이도 여객철도 소야 본선의 철도역이다. 역 번호는 W73이며, 단선 승강장 1면 1선의 구조를 갖춘 지상역이다.

## 연혁
- 1926년 9월 25일 : 일본국유철도 데시오 선(3대)의 호로노베 - 가부토누마 구간의 개통에 따라 일반역으로 개업.
- 1930년 4월 1일 : 데시오 선이 소야 본선으로 편입됨에 따라 소야 본선 소속역이 됨.
- 1977년 5월 25일 : 화물 취급 중지.
- 1984년
  - 2월 1일 : 소화물 취급 중지.
  - 11월 10일 : CTC 도입으로 무인화.
- 1985년 - 1986년 : 기존 역사를 철거하고 화차(ヨ3500형 차장차)를 개조한 간이 역사가 설치되었다.
- 1987년 4월 1일 : 일본국유철도 분할 민영화로 홋카이도 여객철도가 승계.

## 이용 현황
- 1981년 : 14명
- 1992년 : 6명

## 역 주변
사로베쓰 평야(ja)의 내륙부에 위치해 있다. 선로 반대편(동쪽)에는 국도 제40호선이 철도와 대체로 평행하게 남북으로 이어져 있으며, 서쪽으로 2 km 정도 거리에 염호인 판케 늪(パンケ沼, ja)이 있다. '판케'는 아이누 어로 '하류' 또는 '아래쪽'을 뜻하여 일대 지명 및 역명의 유래가 되기도 했다. 판케 늪과 역 사이에는 국도 제40호선의 우회도로가 남북으로 이어져 있으며 이 우회도로 주변으로 약간의 민가가 있다.

## 인접 역
| 소야 본선                    | 소야 본선   | 소야 본선                  |
| ---------------------------- | ----------- | -------------------------- |
| W72 호로노베 아사히카와 방면 | ■ 소야 본선 | 도요토미 W74 왓카나이 방면 |

- 호로노베 역과의 사이에는 미나미시모누마(南下沼) 역이 있었으나 2006년 3월 18일 폐지되었다.